# Music by Mark Knopfler from the Film Cal
Music by Mark Knopfler from the Film Cal, of kortweg Cal is een soundtrack album van de Schotste zanger en gitarist Mark Knopfler, uitgebracht in 1984, voor de film Cal.
Van het album kwam één single uit: The Long Road. Het nummer Father And Son wordt door Mark Knopfler nog steeds gebruikt tijdens zijn optredens. Het werd gespeeld tijdens de Golden Heart Tour (1996) en de Privateering Tour (2013). The Long Road en Irish Boy zijn live gespeeld door Knopflers band Dire Straits, tijdens hun Brothers in Arms Tour.

## Tracklist
1. Irish Boy
2. The Road
3. Waiting For Her
4. Irish Love
5. A Secret Place/ Where Will You Go
6. Father And Son
7. Meeting Under The Trees
8. Potato Picking
9. In A Secret Place
10. Fear And Hatred
11. Love And Guilt
12. The Long Road

### The Long Road
The Long Road werd de enige single van het album, uitgebracht in 1984. De B-kant van de single werd de openingstrack van Cal, Irish Boy. De 7" singles bevatten en verkorte versie van The Long Road (3:55).
7" Singles
A. The Long Road (7" Edit) (3:50) 

B. Irish Boy (3:55)
12" Singles
A. The Long Road (7:13) 

B. Irish Boy (3:55)

## Bezetting
- Mark Knopfler – gitaar
- Paul Brady – fluit, mandoline
- Liam O'Flynn – uilleann pipes
- Guy Fletcher – keyboards
- John Illsley – bass
- Terry Williams – drums